# Kielno
Kielno (deutsch Kölln, früher auch Köln) ist ein Dorf in der polnischen Woiwodschaft Pommern. Es gehört zum Verwaltungsbezirk Landgemeinde Szemud im Powiat Wejherowski (Neustädter Kreis).

## Geographische Lage
Das Dorf liegt im ehemaligen Westpreußen, am Köllner See, etwa 21 Kilometer südsüdöstlich der Stadt Neustadt in Westpreußen, 16 Kilometer westnordwestlich der Stadtbezirks Oliwa  und zehn Kilometer ostsüdöstlich von Szemud (Schönwalde).

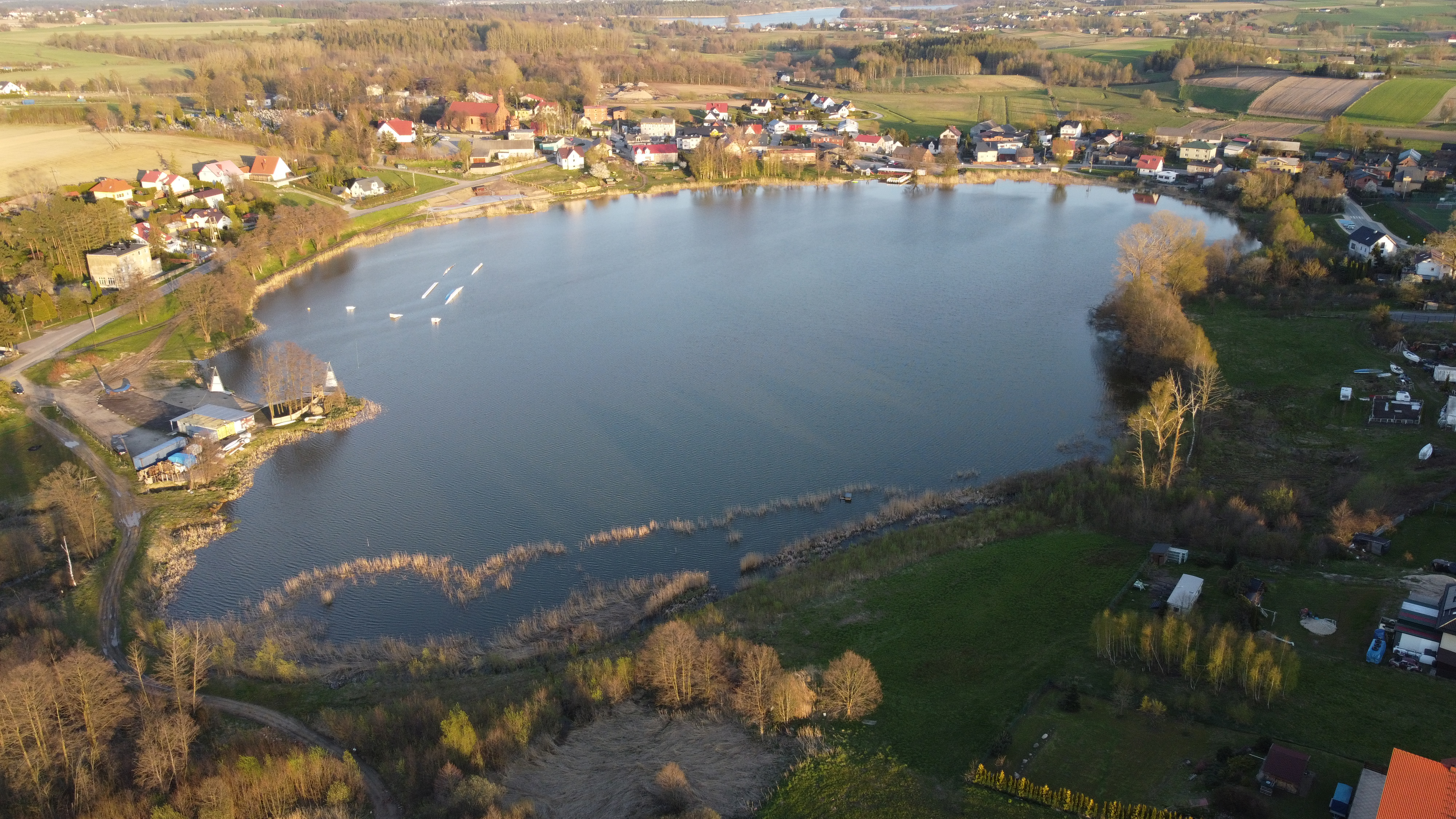
Ortschaft in ihrer Umgebung am Köllner See (2021)

Kölln, südsüdöstlich von Neustadt in Westpreußen sowie westnordwestlich von Oliva und Danzig, auf einer Landkarte von 1910

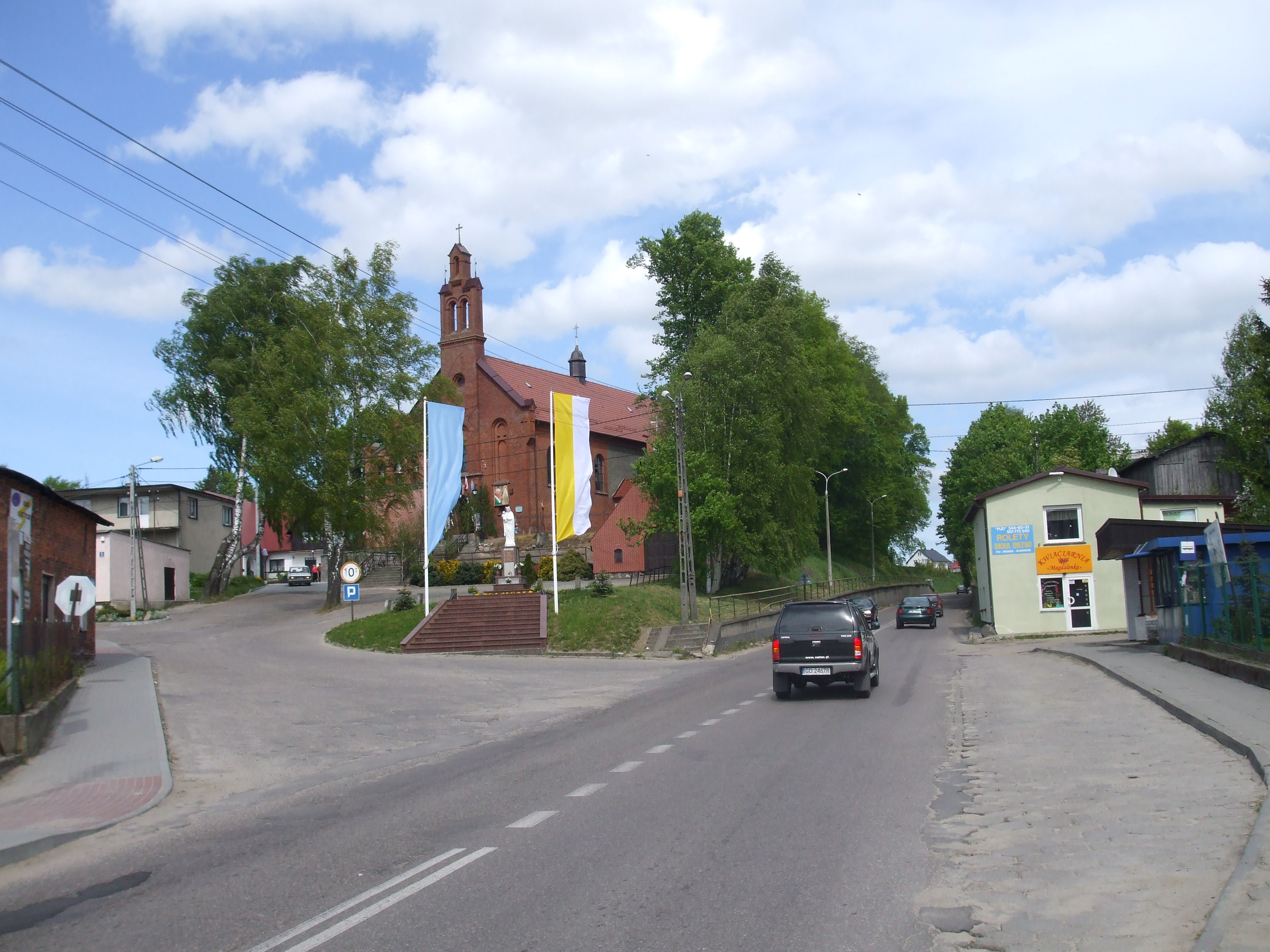
Dorfstraße (2008)

## Geschichte
Ältere Ortsbezeichnungen des pommerellischen Dorfs sind Kielno, Kolono, Kölln am Walde sowie Kölln oder Köllnsche Hütte (1780). Bei Übernahme des Landes durch den Deutschen Orden zählte Cöln am Walde zu den Zinsdörfern des Waldamtes Danzig; hier soll einst eine Glasfabrik gewesen sein. Das älteste Schulzenprivileg wurde am Martinstag des Jahres 1340 einem Adolph von dem Landkomtur zu Danzig Winrich von Kniprode ausgestellt und besagt, dass Kölln selbst nur aus 40 Hufen bestand, wovon vier Pfarrhufen und weitere vier freie Schulzenhufen waren.
Besitzer des Vorwerks Kölln waren die meiste Zeit Danziger Patrizierfamilien; in Urkunden genannt werden Eberhardt Ferber (bald nach 1500), Weyher (1583), von Werden (1597 und 1654), von der Linde (1686), dann eine Reihe verschwägerter Adelsfamilien als Anteilseigner.
Um etwa 1762 kam der Gutsbezirk in den Besitz der Familie von Lebinski. Im Jahr 1789 wird Kölln oder Köllnsche Hütte als ein im Besitz der Familie von Lebinski befindliches Gratial-Gut mit einer katholischen Kirche und 26 Feuerstellen (Haushaltungen) bezeichnet. 1818 werden Kölln und Köllnschehütte als zwei getrennte Ortschaften aufgeführt.  1828 folgte im Besitz der Kreis- und Landschaftsdeputierte Dix, dessen Abkömmlinge den Gutsbezirk aufgeteilt haben. Auch der Schulzenhof ist lange Zeit mit dem Vorwerk vereint gewesen, der Restgutsbesitzer hieß Spielberg (1905). Für das Restgut wurde 1912 eine Flächengröße von 46,5 Hektar angegeben.
Im Jahr 1873 wurden Kölln und Köllner Hütte zu einer Landgemeinde zusammengelegt.
Bis 1919 bildete Kölln eine Landgemeinde im Kreis Neustadt in Westpreußen im Regierungsbezirk Danzig in der Provinz Westpreußen im Deutschen Reich. Als nach dem Ersten Weltkrieg der Versailler Vertrag die Verlegung des Polnischen Korridors durch das Reichsgebiet vorsah, wurde das deutsche Dorf der neugegründeten Zweiten Polnischen Republik einverleibt. Nach dem Überfall auf Polen wurde das entnommene Territorium des Polnischen Korridors 1939 wieder in das Reichsgebiet eingegliedert.
Gegen Ende des Zweiten Weltkriegs besetzte im Frühjahr 1945 die Rote Armee das Kreisgebiet. Bald darauf wurde es von der Sowjetunion zusammen mit Westpreußen und ganz Hinterpommern der Volksrepublik Polen zur Verwaltung überlassen. In der Folgezeit wurden die deutschen Einwohner, einschließlich der Alteinwohner, die hier Grundbesitz hatten, von der polnischen Administration enteignet und aus Kölln vertrieben.

### Demographie
| Jahr | Einwohner | Anmerkungen |
| ---- | --------- | --- |
| 1818 | 97        | Dorf und Zubehör (vier Ortschaften: Brzozowken, Demonitz, Glinna und Nawarolla), adlige Besitzung, mit einer katholischen Kirche; davon 17 Evangelische und 80 Katholiken |
| 1852 | 373       | Dorf |
| 1864 | 528       | am 3. Dezember, Erhebungsbezirk |
| 1867 | 1217      | am 3. Dezember, Gutsbezirk |
| 1871 | 1325      | am 1. Dezember, Gutsbezirk, davon 96 Evangelische, 1224 Katholiken und fünf Juden                                                                                         |
| 1910 | 1020      | am 1. Dezember, Landgemeinde |

## Kirche

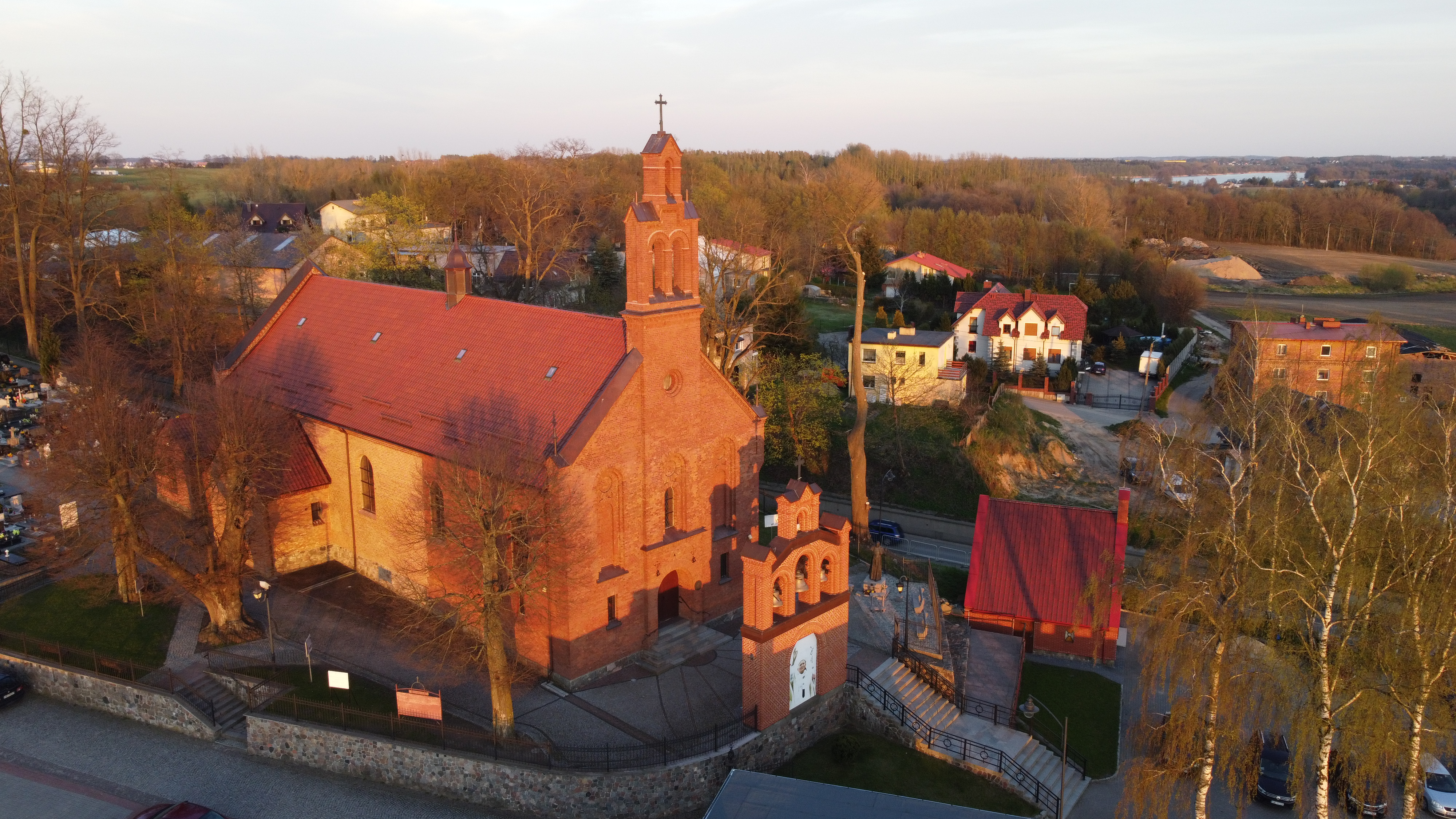
Alte katholische Sankt-Adalbert-Kirche (2021)

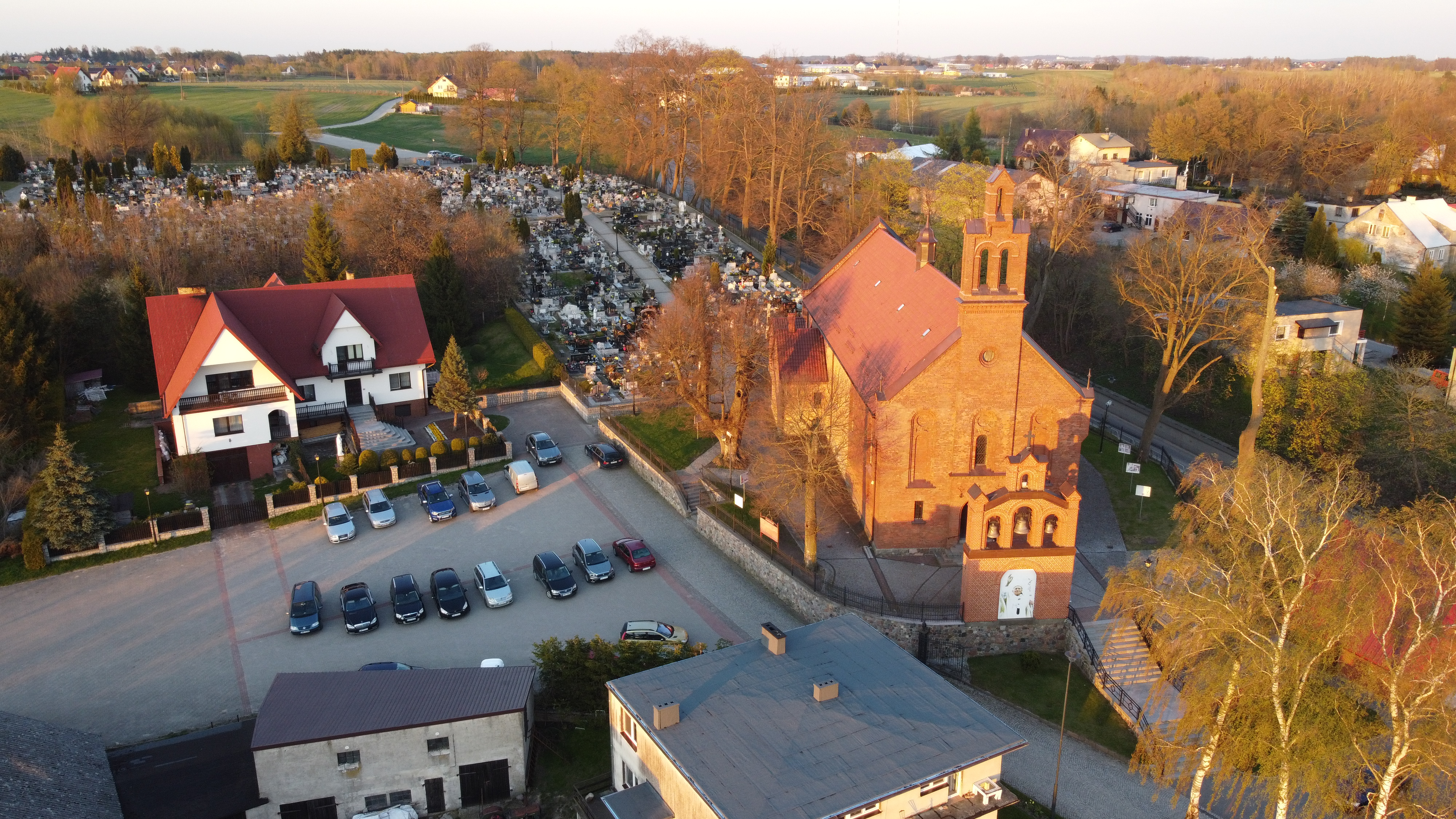
Kirche und Friedhof (2021)

Die Kirche zu Kölln wurde schon im Schulzenprivileg von 1340 erwähnt, ihre Anfänge stammen also aus der Frühzeit des Christentums in dieser Region. Am Ende des 16. Jahrhunderts wurde sie als katholische Kirche neu erbaut. 1686 wurde sie noch als Fachwerkbau bezeichnet, der Turm soll mit Schindeln bedeckt gewesen sein.
Das evangelische Kirchspiel war im 19. Jahrhundert in Klein Katz.
Die seit 1945 und Vertreibung der deutschen Einwohner anwesende polnische Einwohnerschaft ist größtenteils katholisch.